# Принцеса цирку
«Принцеса цирку» (нім. Die Zirkusprinzessin) — оперета у трьох актах угорського композитора Імре Кальмана, написана у 1925 році. Німецьке лібрето Альфреда Грюнвальда та Юліуса Браммера. Прем'єра відбулася у театрі «Ан дер Він» 26 березня 1926 року.

## Відомі постановки
Постановки в Україні

## Екранізації
- 1925 — «Принцеса цирку[en]» — німецький фільм (реж. Adolf Gärtner)
- 1929 — «Die Zirkusprinzessin» — німецький фільм (реж. Віктор Янсон, сценарій Джейн Бесс, Імре Кальман)
- 1958 — «Містер Ікс» — радянський повнометражний чорно-білий художній фільм (реж. Юлій Хмельницький, «Ленфільм»)
- 1970 — «Принцеса цирку» — німецький фільм (реж. Манфред Кехлер)
- 1982 — «Принцеса цирку» — радянський художній фільм (реж. Світлана Дружиніна, «Мосфільм»)